# دون فريمان
دون فريمان (بالإنجليزية: Don Freeman)‏ هو رسام وكاتب للأطفال ورسام كارتون أمريكي، ولد في 11 أغسطس 1908 في سان دييغو في الولايات المتحدة، وتوفي في 1978.

## وصلات خارجية
- الموقع الرسمي
- دون فريمان على موقع ديسكوغز (الإنجليزية)